# هضبة يونان قويتشو

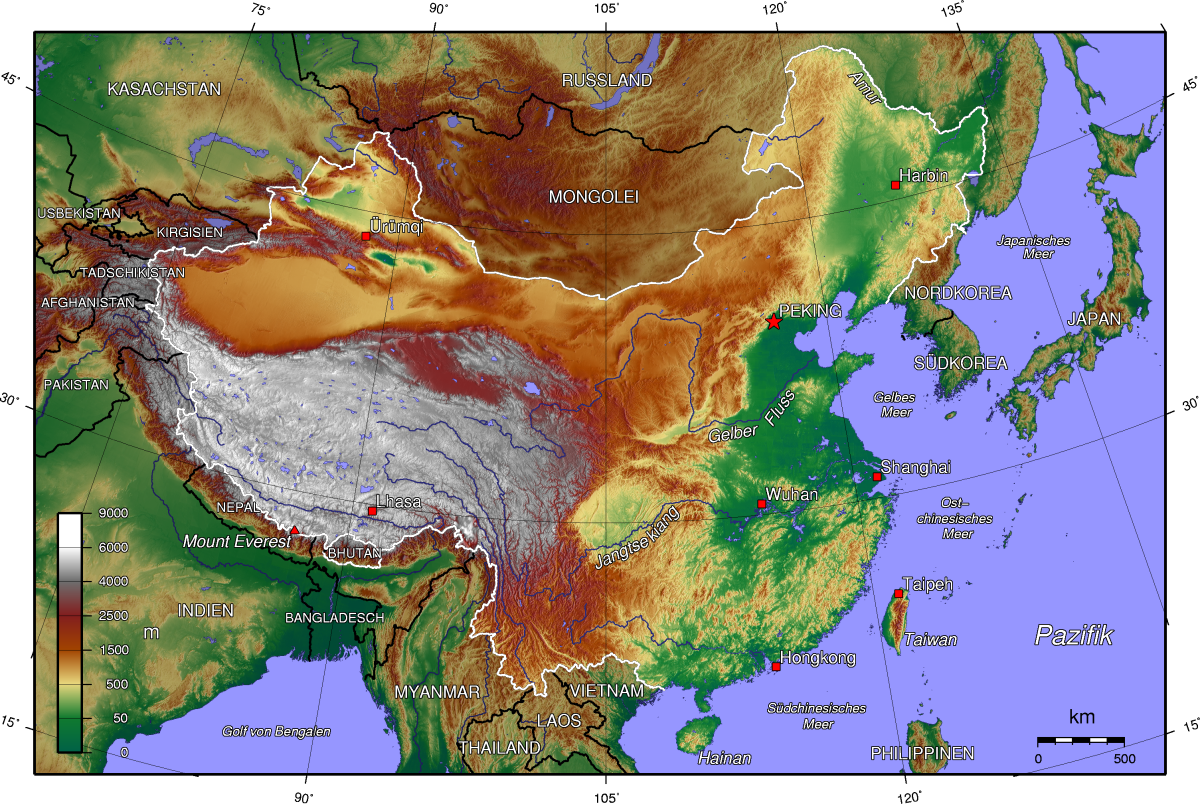
خريطة طبوغرافية تشمل منطقة جنوب غرب الصين.

هضبة يونان قويتشو أو هضبة يونقوي هي إحدى الهضاب التي تقع في مقاطعتي يونان وقويتشو في منطقة جنوب غرب الصين. تتكوَّن الهضبة من منطقتين مختلفتين وهما: المنطقة ذات الهضبة المرتفعة التي يبلغ متوسط طولها حوالي 2,000 متر ويصل ارتفاع قمم جبلها إلى 3,700 متر وتقع في مقاطعة يونان الشمالية، والمنطقة ذات التلال المتموّجة والأودية العميقة المُقتطعة من النهر والجبال التي علّمت عليها بعض الفوالق وتقع في مقاطعة قويتشو الغربية. ترتكز الهضبة على الحجر الجيري سهل التآكل مما يسمح بتكوين كارست رائعة.

## درجة الحرارة
تتعرض الهضبة لأشعة الشمس الحارقة ودرجات الحرارة الباردة نظرًا لارتفاعها العالي وانخفاض خط العرض، حيث يتغيَّر مناخها يوميًا تغيرًا ملحوظًا ويتقلَّب كل عام بدرجة طفيفة. تتمتع الهضبة بمناخ جاف أحيانًا وممطر أحيانًا. ويصعب وصف مناخ الهضبة بوجهٍ عام حيث تختلف درجة حرارتها من مكانٍ لآخر. يبلغ ارتفاع قمة الهضبة عن الأرض ما يقرب من ثلث ارتفاع طبقة التروبوسفير عنها نظرًا لارتفاعها العالي وبالتالي كلما زاد ارتفاعها عن الأرض، انخفضت طبقة التروبوسفير. وكلما ارتفعت عن سطح الأرض مسافة 100 متر، انخفضت درجة الحرارة عليها بمعدل 0.6 درجة مئوية. تقترب درجة حرارة المناخ في شمال التبت من خط تساوي الحرارة مما يوضح أثر الارتفاع العالي القوي على درجة الحرارة.

## الفترات الجليدية
شهد العصر الرباعي أربع فترات من الأدوار الجليدية وثلاث فترات من الأدوار الجليدية البينية. تتكوَّن هضبة التبت الشمالية من مساحاتٍ واسعةٍ من الطبقات الجليدية، ولا تزال هضبة تشينغهاي-التبت في فترة الأدوار الجليدية.

## الأنهار
تُمثل معظم قمم الجبال المرتفعة التي تقع على هضبة يونان قويتشو منبعًا للعديد من أنهار آسيا الكبرى، حيث يلتقي بعضها مكوِّنًا أنهارًا عظيمةً تتدفَّق إلى البحر، في حين يصُب البعض الآخر في البحيرات الداخلية. تتمثَّل الأنهار التي تتدفَّق من الناحية الجنوبية الشرقية في نهر يانغتسي والنهر الأصفر والروافد العلوية لنهر براهمابوترا الذي يُعرف باسم نهر تونغتيان وأنهار جارماليك (Garmalequ) وشيكوان (Shiquan) ويارلونغ تسانغبو ونهر نيانغ ولاكانغ. تتدفّق الأنهار التي تبدأ في الأدوار الجليدية إلى الشمال حيث تصُب في البحيرات الداخلية أو في الأحواض الجافة الداخلية.

## البحيرات
تُعد هضبة التبت (هضبة تشينغهاي-التبت) إحدى المناطق التي تضم معظم البحيرات الصينية باختلاف أحجامها وأنواعها. وتُعتبر معظم هذه البحيرات مجمَّعة. وعادةً ما تقع البحيرة في منخفَض أو حوض. تضم منطقة التبت ذاتية الحكم وحدها أكثر من 1,500 بحيرة. تُعد بحيرة نامتسو أكبر البحيرات الداخلية، تليها بحيرة سيلينغ كو (Seling Co) وزهاري نامكو (Zhari Nam Co).

## الحياة النباتية
تتمتع المنطقة الجنوبية الغربية بمناخٍ ممطرٍ في فصل الصيف مما يسمح بنمو كاسيات البذور والمخروطيات في الغابات الكثيفة. تتفاوت أنواع الشُجيرات من غابات شجيرات الشوكة إلى شجيرات طلح التي تنمو في قيعان الأنهار الجافة، وهي عبارة عن سبخة عُشبية تقع في منطقة التبت ذاتية الحكم.

## وصلات خارجية
- Expansion of the Chinese Paddy Rice to the Yannan-Guizhou Plateau
- An Assessment of the Economic Losses Resulting from Various Forms of Environmental Degradation in China